# داتوك ري تيرو
داتوك ري تيرو (Datuk ri Tiro) هو واعظ من مينانغكابو نشر الإسلام في سولاوسي الجنوبية في أوائل القرن السابع عشر الميلادي. تتمركز دعوته في منطقة بولوكومبا.  بدأ الدعوة مع داتوك ري باندانغ وداتوك باتيمانغ.  نشر داتوك ري تيرو الإسلام من خلال نهج لتكييف ثقافة المجتمع المحلي والعلاقات الجيدة مع حكام المملكة.  كان دوره الأول هو تحويل مملكة لوو ومملكة جوا ومملكة تالو.  بعد ذلك حول مملكة تيرو إلى الإسلام.  استمر حتى قام بتحويل مملكة بانتنغ واتحاد تيلو ليمبو للإسلام. 

## الدعوة
جاء داتوك ري تيرو من مينانغكابو، لكنه درس الدين في سلطنة آتشيه. بعد ذلك، أرسلته سلطانة آتشيه لنشر تعاليم الإسلام في منطقة جنوب سولاوسي. ثم قام داتوك ري تيرو بزيارة مملكة لوو عبر خليج بوني. تم تنفيذ الرحلة مع داتوك ري باندانغ و داتوك باتيمانغ. في 15 رمضان 1013 هـ (1603 م) ساهم هؤلاء العلماء الثلاثة في تحويل ملك مملكة لوو إلى الإسلام ، وهو لا باتيوارو داينغ بارابونغ La Pattiwaro’ Daeng Parabbung. ثم واصل الثلاثة رحلتهم إلى مملكة جوا ومملكة تالو وأسلم ملكيهما. بعد ذلك، نشر كل من هؤلاء العلماء التعاليم الإسلامية في منطقة جنوب سولاوسي بشكل منفصل. يختار كل منهم مكانًا لا يزال متمسكا على التقاليد المحلية والعادات المخالفة. 
اختار داتوك ري تيرو مملكة تيرو كمكان للوعظ. قبل معرفة الإسلام درس الناس الروحانيات والسحر. ثم بدأ داتوك ري تيرو بتدريس الشريعة وطبيعة الإسلام وممارساته. يستخدم داتوك ري تيرو في تعليمه نهج التصوف مع مدرسة فكرية سنية. المناقشة الرئيسية في تعاليمه تدور حول التقرب إلى الله. بالإضافة إلى ذلك، يعلم أيضًا أن الله هو خالق العالم غير المرئي والعالم الحقيقي. 
حدث انتشار الإسلام عن طريق داتوك ري تيرو بسرعة لأن فكرة الموت بين الثقافة المحلية والتعاليم الإسلامية كانت متشابهة.  أخيرًا طلب الملك الخامس لمملكة تيرو المسمى لا أونرو داينغ بياسا La Unru Daeng Biasa (1595-1625) من داتوك ري تيرو مقابلته. خلال الاجتماع، تم قبول التعاليم الإسلامية التي نقلها داتوك ري تيرو بسهولة من قبل حكام مملكة تيرو وأيضًا الشعب.  أخيرًا، قبل لا أونرو داينغ بياسا الإسلام باعتباره الدين الرسمي في مملكته.  اعتنق ملك ونبلاء مملكة تيرو الإسلام رسميًا عام 1013 هـ (1604 م). ثم طُلب من داتوك ري تيرو تحويل جميع الناس في مملكة تيرو إلى الإسلام. 
ثم دعم لا أونرو داينغ بياسا انتشار الإسلام بواسطة داتوك ري تيرو إلى الممالك الأخرى المجاورة لمملكة تيرو. ثم دخل الإسلام إلى مملكة بيرا Kerajaan Bira وأسلم ملكها الخامس باكا داينغ بوران Bakka Daeng Burane. ثم انتشر انتشار الإسلام إلى مملكة بانتنغ واتحاد تيلو ليمبو، وفي عام 1606، أرسل ملك مملكة توندونغ Kerajaan Tondong المسمى كاهاري داينغ مالاباسا Kahare Daeng Mallabasa مبعوثًا اسمه بوانغ بيلا للقاء داتوك ري تيرو في بونتوتيرو. نفس الشيء قام به ملك مملكة بولو بولو Kerajaan Bulo-bulo المسمى لا باتيدونجي La Pateddungi. أرسل رسولًا اسمه بيتا ماسامبانغ Petta Massambangnge. قبل هذان المبعوثان تعاليم الإسلام التي نقلها داتوك ري تيرو وطلبا منه تدريس الإسلام في منطقة اتحاد تيلو ليمبو. في عام 1607، اعتنق لاباتيدونغي الإسلام. ثم تحول المجتمع من المعتقدات والديناميكية الأرواحية إلى الإسلام. بعد ذلك اعتنق ملك مملكة توندونغ وملك مملكة لاماتي Kerajaan Lamatti الإسلام وشعبه. 

## المرجعي
1. ↑  مذكور في: Ensiklopedia Tokoh 1001 Orang Minang. لغة العمل أو لغة الاسم: الإندونيسية. الناشر: UMSB Press.
2. 1 2 3 4 5 6  Bahtiar 2012.
3. 1 2  Abdullah 2016.
4. 1 2 3  Patmawati 2016.
5. 1 2  Makmur 2017.

## فهرس
Abdullah، Anzar (2016). "Islamisasi di Sulawesi Selatan dalam Perspektif Sejarah". Paramita. ج. 26 ع. 1: 86–94. DOI:10.15294/paramita.v26i1.5148. ISSN:2407-5825. مؤرشف من الأصل في 2022-10-14.{{استشهاد بدورية محكمة}}:  صيانة الاستشهاد: ref duplicates default (link)
Bahtiar (2012). "Islam di Tiro Bulukumba". Al-Qalam. ج. 18 ع. 2: 227–235. ISSN:2540-895X. مؤرشف من الأصل في 2022-10-14.{{استشهاد بدورية محكمة}}:  صيانة الاستشهاد: ref duplicates default (link)
Makmur (Mei 2017). "Makna di Balik Keindahan Ragam Hias dan Inskripsi Makam di Situs Dea Daeng Lita Kabupaten Bulukumba". Kalpataru. ج. 26 ع. 1: 15–26. ISSN:2550-0449. مؤرشف من الأصل في 2022-07-27. {{استشهاد بدورية محكمة}}: تحقق من التاريخ في: |تاريخ= (مساعدة)
Patmawati (سبتمبر 2016). "Peranan Nilai Philosofi Bugis Terhadap Proses Pengislaman Kerajaan Bugis Makassar di Sulawesi Selatan". Khatulistiwa. ج. 6 ع. 2: 183–200. ISSN:2502-8499. مؤرشف من الأصل في 2022-10-14.{{استشهاد بدورية محكمة}}:  صيانة الاستشهاد: ref duplicates default (link)